# Cantó de Chambley-Bussières
El cantó de Chambley-Bussières és un cantó francès del departament de Meurthe i Mosel·la, situat al districte de Briey. Té 12 municipis (Chambley-Bussières, Dampvitoux, Hagéville, Mars-la-Tour, Onville, Puxieux, Saint-Julien-lès-Gorze, Sponville, Tronville, Villecey-sur-Mad, Waville i Xonville) i el cap és Chambley-Bussières.
| Data d'elecció                           | Identitat             | Partit                     | Qualitat |
| ---------------------------------------- | --------------------- | -------------------------- | -------- |
| 1945-19..                                | André Lapointe        | RPF, després RI            |          |
| 19..-1988                                | René Koenig           | Divers droite              |          |
| 1988-2008                                | Maryse Marion-Dussoul | UDF, després Divers droite |          |
| 2008-                                    | Rachel Thomas         | Divers gauche              |          |
| les dades anteriors no són pas conegudes |                       |                            |          |
|                                          |                       |                            |          |

| A partir de 1990: Població sense dobles comptes |